# Ђела
Ђела (итал. Gela) град је у југозападној Италији. То је највећи град округа Калтанисета у оквиру италијанске покрајине Сицилија, али не и његово управно средиште.

## Географија
Град Ђела налази се у јужном делу Сицилије, на 185 км југоисточно од Палерма. Град се налази у приобалној равници на јужној, средоземној обали Сицилије, на надморској висини од око 30-50 m. Ђела се образовала као насеље на ушћу истоимене реке Ђела у море.

## Становништво
Према процени, у граду је 2010. живело 77.360 становника.
| 1931.  | 1936.  | 1951.  | 1961.  | 1971.  | 1981.  | 1991.  | 2001.  | 2011.  |
| ------ | ------ | ------ | ------ | ------ | ------ | ------ | ------ | ------ |
| 30.547 | 32.885 | 43.678 | 54.774 | 67.058 | 74.806 | 72.535 | 72.774 | 75.668 |

Ђела данас има око 78.000 становника, махом Италијана. Пре пола века град је имао 3 пута мање становника мање него данас. Последњих деценија број становника у граду расте.

## Привреда
Главна грана градске привреде Ђеле су лучке делатности, од чега је најзначајнији нафтни терминал са рафинеријом.

## Партнерски градови
- Елефсина
- Витинген

## Галерија
- Торањ Манфрија
- Градско шеталиште уз море
- Стара фотографија градске катедрале
- Старогрчке ископине